# Ростовский областной музей изобразительных искусств
Ростовский областной музей изобразительных искусств / РОМИИ — художественный музей в Ростове-на-Дону, основанный в 1938 году. Коллекция насчитывает более 6 тыс. единиц.

## О музее
Ростовский областной музей изобразительных искусств как самостоятельное учреждение существует с 1938 года. Собрание музея включает около 6000 произведений живописи, графики, скульптуры и декоративно-прикладного искусства. Постоянная экспозиция представляет древнерусское искусство, искусство XVIII — начала XX веков в России, зарубежное искусство западноевропейских мастеров и стран Востока. Коллекция искусства XX в. представлена работами Бориса Лавренко, Александра Лактионова, Мартироса Сарьяна, Николая Тимкова, других ведущими мастерами России. Также демонстрируются работы художников Дона.
Площади организации: экспозиционно-выставочная — 3938 м², временных выставок — 859 м², фондохранилищ — 2245 м². Количество сотрудников — 57, из них 19 научных. В структуре организации имеются научная библиотека, реставрационные мастерские.

## История
Открытие музея состоялось в 1938 году, но формирование собрания имеет более давнюю историю. Еще в начале XX века в Ростове-на-Дону было создано Ростово-Нахичеванское общество изящных искусств, на выставках которого экспонировались произведения художников из разных городов России, вошедшие затем в частные коллекции местных меценатов, которые после революции поступили в музей.
С 1 мая 1920 года  работал как Донской областной музей искусства и древностей, с 1927 — в составе краевого музея народов Северного Кавказа, в 1934-1936 не функционировал, с 1937 — на правах отдела Ростовского областного музея краеведения,
У истоков создания музея стояли художники М. С. Сарьян и А. Д. Силин, писательница М. А. Шагинян. С первых лет существования музей также пополнялся экспонатами из центральных музеев страны — Третьяковской галереи, Эрмитажа, Русского музея.
В январе 1942 года коллекция была эвакуирована в Пятигорск, где была разграблена немецкими войсками. 26 мая 1944 года прошёл акт передачи Ростовскому музею изобразительных искусств сотрудниками музея «Домик Лермонтова» спасённых ценностей (221 картина и рисунок, 234 гравюры и офорта, 42 предмета из фарфора, мрамора, бронзы). Среди них были работы художников Айвазовского, Васнецова, Левитана, Коровина, Репина, Серова, Шишкина. Елизавете Ивановне Яковкиной была выдана справка от 5 апреля 1944 года за подписями секретаря Пятигорского горкома ВКП(б) И. Храмкова и председателя горисполкома Р. Кудлаева в том, что она вместе с сотрудниками музея М. Ф. Николевой и Н. В. Капиевой, будучи на оккупированной немцами территории, «под страхом смерти» спасла ценности музея от разграбления. В течение послевоенных лет некоторые из похищенных картин постепенно возвращались музею, но всю довоенную коллекцию так и не удалось восстановить. Вторично музей открылся в июне 1946 года в отведённых для него комнатах Ростовского художественного училища имени М. Б. Грекова.
C 1958 года музей также занимает особняк известного адвоката А. П. Петрова, построенный в 1898 году по проекту архитектора Н. А. Дорошенко (особняк национализирован в 1920 году).

## Основные экскурсии
- Древнерусское искусство.
- Русское искусство XVII — нач. XX вв.
- Западноевропейское искусство XVII — XIX вв.
- Искусство Востока.

## Директора музея
- с 2007 по наст. время — С.В. Крузе
- с 1950 по 1979 год — Ю.Л. Рудницкая